# Consorzio nazionale imballaggi

Simbolo ufficiale del Conai

Il Consorzio nazionale Imballaggi, abbreviato CONAI, è un consorzio privato che opera senza fini di lucro. Ad esso aderiscono circa 1 000 000 di imprese produttrici e utilizzatrici di imballaggi.
Venne istituito sulla base del Decreto Ronchi del 1997 (d.lgs. 22/97, successivamente sostituito dal d.lgs. 152/06).

## Organizzazione
Conai collabora con i Comuni in base a specifiche convenzioni regolate dall'Accordo quadro nazionale Anci-Conai.
Le aziende produttrici, importatrici e utilizzatrici di imballaggi aderenti al Consorzio versano un contributo obbligatorio.
Conai, ai sensi dell'art. 224 del D.Lgs. 152/2006, assicura la necessaria cooperazione tra i sei Consorzi dei materiali: acciaio (Ricrea), alluminio (Cial), carta/cartone (Comieco), legno (Rilegno), plastica (Corepla) e vetro (Coreve).
Il CONAI è stato membro di PRO Europe dal 2009 al 2012 e nel 2013 è stato fondatore di EXPRA, che rappresenta le organizzazioni senza scopo di lucro per il riciclo degli imballaggi.

## Riferimenti normativi
- Art. 224 del Decreto legislativo 3 aprile 2006, n. 152 – Norme in materia ambientale.
- Decreto legislativo 5 febbraio 1997, n. 22 ("Decreto Ronchi", abrogato) – Attuazione delle direttive 91/156/CEE sui rifiuti, 91/689/CEE sui rifiuti pericolosi e 94/62/CE sugli imballaggi e sui rifiuti di imballaggio.